# Papegojfåglar
Papegojfåglar (Psittaciformes) är en ordning inom klassen fåglar.
Papegojfåglarna är pantropiska i sin utbredning. De utmärks av stort huvud, kort nacke samt starka fötter med två tår framåt och två tår bakåt, vilket möjliggör klättring och fasthållande. Den större, krokiga övernäbben är fästad i skallbenen. Många arter inom ordningen är färggranna. Merparten av papegojfåglarna är trädlevande i olika stor utsträckning och äter frön och frukt. De kan angripas av papegojsjuka, en zoonos.
Ordningen består av drygt 400 arter. Många är starkt utrotningshotade och ett tiotal kända arter har dött ut under historisk tid. Många arter kan upprepa ord och till och med räkna.
Djurparken Loro Parque på Kanarieöarna har världens största samling av papegojfåglar. 

## Indelning
Papegojfåglarna delas in i fyra familjer:
- Maoripapegojor (Strigopidae)
- Kakaduor (Cacatuidae)
- Västpapegojor (Psittacidae)
- Östpapegojor (Psittaculidae)